# 해뜨고 달뜨고
《해뜨고 달뜨고》는 1999년 10월 18일부터 2000년 4월 27일까지 방영된 한국방송공사 1TV 일일연속극이다.

## 방송 시간
| 방송 채널 | 방송 기간                           | 방송 시간                | 방송 분량 |
| --------- | ----------------------------------- | ------------------------ | --------- |
| KBS 1TV   | 1999년 10월 18일 ~ 1999년 11월 19일 | 매주 평일 밤 8:30 ~ 9:00 | 30분      |
| KBS 1TV   | 1999년 11월 22일 ~ 2000년 4월 27일  | 매주 평일 밤 8:25 ~ 9:00 | 35분      |

## 줄거리
지혁과 지훈은 대조적인 성격의 형제이다. 다정다감한 성격의 소규모 벤처 창업자인 지혁은 속깊은 도서관 사서 영주와, 냉정한 성품의 엘리트로 기업 인수합병 전문가인 지훈은 오래된 친구인 윤지와 우여곡절 끝에 결혼한다. 지혁-영주 부부와 지훈-윤지 부부가 한 집에 살게 되며, 3대가 모여 사는 대가족의 생활 속에서 일어나는 일을 그린다.

## 등장 인물

### 주요 인물
- 이창훈 : 최지혁 역
- 유호정 : 박영주 역
- 류진 : 최지훈 역
- 염정아 : 김윤지 역

### 주변 인물
- 전운 : 지혁의 할아버지 최교감 역
- 김세윤 : 지혁의 아버지 최원석 부장 역
- 김창숙 : 지혁의 어머니 김혜경 역
- 김나운 : 지혁의 누나 최지영 역
- 김영미 : 지혁의 여동생 최지민 역
- 명계남 : 영주의 아버지 박진태 부장 역
- 임현식 : 윤지의 아버지 김철수 사장 역
- 김자옥 : 윤지의 어머니 나영희 역
- 임경옥 : 윤지의 언니 김윤정 역
- 손현주 : 윤지의 형부 우근 역
- 박현숙 : 선희 역
- 김규철 : 봉수 역
- 이현경 : 경미 역
- 심지호 : 박성진 역

## 수상
- 1999년 KBS 연기대상 신인상 / 포토제닉상 류진
- 1999년 KBS 연기대상 우수연기상 이창훈

## 참고 사항
- 초반에는 <날마다 행복해> 때문에 열세를 보였으나 이 작품의 최대 갈등 구조였던 김상경, 이태란, 김정은의 삼각관계가 김상경, 이태란의 결혼으로 약화되자 중반 이후 전세를 역전시킨 바 있다.
- 김영애도 출연진 중의 한 명으로 거론되었으나 KBS 2TV 주말극에 급히 캐스팅되어 고사한 바 있다.
- 연출자 박찬홍과 작가 김지우는 《학교》(1999)와 이 작품에서 함께 작업한 것을 시작으로 《비단향꽃무》(2001), 《저 푸른 초원 위에》(2003), 《부활》(2005), 《마왕》(2007) 등에서 계속 콤비로 일했다.

| 한국방송공사 1TV 일일연속극                   | 한국방송공사 1TV 일일연속극                        | 한국방송공사 1TV 일일연속극                     |
| 이전 작품                                     | 작품명                                             | 다음 작품                                       |
| --------------------------------------------- | -------------------------------------------------- | ----------------------------------------------- |
| 사람의 집 (1999년 4월 5일 ~ 1999년 10월 15일) | 해뜨고 달뜨고 (1999년 10월 18일 ~ 2000년 4월 27일) | 좋은걸 어떡해 (2000년 5월 1일 ~ 2001년 2월 2일) |